# Список графов Булонских

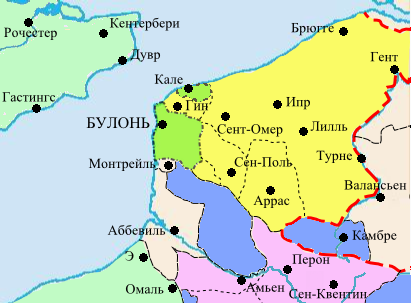
Булонское графство в середине XII века
Территория графства Булонь
Прочие территории Фландрского графства
Англо-Нормандская монархия
Владения графов Вермандуа
Церковные земли

Графы Булонские (фр. Comtes de Boulogne) — титул правителей графства Булонь в северной Франции, на побережье Ла-Манша.

## История
Графство Булонь, располагающееся на берегу Северного моря достаточно рано оказалось под контролем графов Фландрии, но неизвестно, каким образом это произошло, неизвестно. Известно только то, что граф Фландрии Бодуэн II (умер в 918) после 892 года захватил контроль над графствами Тернуа и Булонь. Согласно картулярии Сен-Бертена, после его смерти в 918 году его сын Адалульф стал графом Булони, Теруани и аббатом Сен-Бертена. Однако в «Vita Bertulfi Renticensis» упоминается, что во время правления Карла III Простоватого (конец X — начало XI веков) графом Булони был некий Эрхангер, который в последний раз упоминается в 921 году.
Первым графом Булони из Фландрского дома был Адалульф, сын фландрского графа Бодуэна II, но после его убийства его владения захватил брат — граф Фландрии Арнульф I Великий, лишивший наследства своих племянников. Однако после его смерти король Лотарь вернул Булонь и Тернуа Арнульфу II, сыну Адалульфа.
Вероятно, во время малолетства Бодуэна IV Фландрского графы Булони смогли освободиться от контроля графов Фландрии. Адалульф и его ближайшие преемники получили контроль над Теруаном, Фокембергом и Сент-Омером в северной части Тернуа, но эти владения в начале 1000-х годов были захвачены Бодуэном IV Фландрским. Существуют единичные упоминания о графах Булони в конце X — начале XI века, однако они никак не связаны с Фландрским домом.
В 1040-х годах Булонь оказалась под контролем графа Евстахия I, потомки которого управляли им до 1120-х годов, пока путём брака не перешло к одной из ветвей Блуасского дома.
В дальнейшем графами Булони были представители разных домов, пока в 1477 году Бертран VI де Ла Тур-д’Овернь уступил права на графство Булонское французскому королю Людовику XII, в обмен на территорию Лораге. В результате Булонь вошла в состав королевского домена.

## Графы Булони

### Неизвестная династия
- начало X века: Эрхангер (умер после 7 ноября 921), граф Булони[1].

### Фландрский дом
- до 892—918: Бодуэн I Лысый (умер в 918), граф Фландрии с 879 года (под именем «Бодуэн II»), граф Булони и Тернуа в 892 году[2].
- 918—933: Адалульф (убит 13 ноября 933), граф Булони и Тернуа и аббат Сен-Бертена с 918 года, сын предыдущего[1].
- 933—964: Арнульф I Великий ([885/890 — 27 марта 964), граф Фландрии с 918 года, граф Булони и Тернуа с 933 года, брат предыдущего[2].
- 964 — около 988: Арнульф II (920/925 — около 988[5]), граф Булони и Тернуа с 964 года, сын Адалульфа[1][К 1].
- около 988 — 1023/1027: Бодуэн II (убит около 1023/1027[7]), граф Булони с около 988 года[1], сын предыдущего[5].
- 1023/1027 — около 1047: Евстахий I (умер около 1047[5]), граф Булони с 1023/1027, сын предыдущего[1][5][7][8].
- около 1047 — около 1089: Евстахий II (умер около 1089[5]), граф Булони с около 1047 года, сын предыдущего[1][5].
- около 1089 — 1125: Евстахий III (умер в 1125), граф Булони с около 1089, сын предыдущего[1][5].
- 1125—1152: Матильда Булонская (1103/1105 — май/июль 1151), графиня Булони с 1125 года, дочь предыдущего[1][5].
муж: с 1124/1125 года Стефан Блуаский (1096/1097 — 25 октября 1154), граф де Мортен и король Англии с 1135 года[1].

### Дом де Блуа-Шампань
- 1152—1153: Евстахий IV (1127/1131 — 10 или 16 августа 1153), граф де Мортен в 1135—1141 годах, граф Булони с 1152 года, сын Матильды и Стефана Блуаского[5][9].
- 1153—1159: Гильом (1132/1137 — 11 октября 1159), граф Варенн и Суррей, барон Певенси и Норвича с 1148/1149 года, граф Булони с 1153 года, брат предыдущего[5][9].
- 1159—1173 : Мария Булонская (около 1136 — 1182), графиня Булони в 1159—1173 годах, сестра предыдущего[5][9].
муж: с 1160 года Матье Эльзасский (около 1137 — 25 декабря 1173), граф Булони в 1160—1173 годах[9].

### Лотарингский дом
- 1173—1216: Ида Булонская (1160/1161 — 21 апреля 1216), графиня Булони с 1173 года, Матье Эльзасского и Марии Булонской[9].
1-й муж: с 1181 года Герхард Гелдернский[англ.] (около 1140 — 1181)[10].
2-й муж: с 1183 года Бертольд IV (умер 8 сентября 1186), герцогом Церинген с 1152 года[10].
3-й муж: с 1190 года Рено де Даммартен (1170 — 16 октября 1217), граф де Даммартен в 1200—1214 годах, граф Омальский в 1204—1214 годах[10][11].

### Дом де Даммартен

Герб дома де Даммартен

- 1216—1261/1263: Матильда де Даммартен (умерла в  1261/1263), графиня де Даммартен с 1223 года, графиня Булони с 1216 года, дочь Рено де Даммартена и Иды Булонской[11].
1-й муж: с 1216 года Филипп Юрпель (июль 1200 — 14 или 18 января 1234), граф де Клермон[11].
2-й муж: с 1235 года (развод в 1253 году) Афонсу III (1210—1279), королём Португалии с 1247 года[11].

### Брабантский дом
После смерти Матильды де Даммартен на титул графа Булонского выдвинули претензии несколько претендентов:
- Аделаида Брабантская (1190—1265), дочь Генриха I, герцога Брабанта, и Матильды Булонской, младшей дочери Матье Эльзасского, графа Булони, и Марии де Блуа, графини Булони;
- Генрих III (1231—1261), герцог Брабанта (с 1248), внук Генриха I, герцога Брабанта, и Матильды Булонской, племянник предыдущей;
- Жанна де Даммартен (1220—1278), графиня Омальская (с 1238), племянница Рено де Даммартена, графа Булони;
- Людовик IX (1214—1270), король Франции (c 1226), племянник Филиппа Юрпеля, графа Булони.

После рассмотрения дела о Булонском наследстве Парижским парламентом, наследницей графства была признана Аделаида Брабантская. Её сёстры Мария (в феврале 1259 года) и Аделаида (в июне 1260 года) отказались от своих прав наследования в пользу Генриха III Брабантского, сына их покойного брата Генриха II. Но сын Аделаиды, Роберт д’Овернь заплатил Генриху III 40 тясяч парижских ливров, чтобы тот отказался от своих прав в его пользу.
- 1260—1261/1267: Аделаида Брабантская (умерла в 1261/1267), дочь Генриха I, герцога Брабанта, и Матильды Булонской, младшей дочери Матье Эльзасского и Марии де Блуа, графини Булони[13].
1-й муж: с 1206 года Арнольд III (умер до 1225), граф Лоон и фон Рейнек[13].
2-й муж: с 1225 года Гильом X (умер в 1246), Список графов Оверни с 1222 года[13][14].

### Овернский дом

Герб графов Оверньских

- 1261/1267—1277: Роберт V (умер 11 января 1277), граф Оверни с 1247 года, граф Булони с 1261/1267 года, сын Гильома X и Аделаиды Брабантской, графини Булони[14].
- 1277—1317: Роберт VI (умер в 1317), граф Оверни и Булони с 1277 года, сын предыдущего[14].
- 1317—1325: Роберт VII Великий (умер 13 октября 1325), граф Оверни и Булони с 1317 года, сын предыдущего[14].
- 1325—1332: Гильом XII (умер 6 августа 1332), граф Оверни и Булони с 1325 года, сын предыдущего[14].
- 1332—1360: Жанна I (8 мая 1326 — 29 сентября 1360), графиня Оверни и Булони с 1332 года, дочь предыдущего[14].
1-й муж: с 1338 года Филипп Бургундский (10 ноября 1323 — 10 августа 1346), сын Эда IV, герцога Бургундии[14].
2-й муж: с 9 февраля 1350 года Иоанн II Добрый (26 апреля 1319 — 8 апреля 1364), король Франции c 1350 года[14].

### Династия Капетингов. Бургундский дом

Герб герцогов Бургундских

- 1360—1361 : Филипп I Руврский (август 1346 — 21 ноября 1361), граф Артуа и пфальцграф Бургундии с 1347 года, герцог Бургундии с 1350 года, граф Оверни и Булони с 1360 года, сын Жанны I Оверньской и Филиппа Бургундского[15].

### Овернский дом
- 1361—1387: Жан I (умер 27 марта 1387), граф Оверни и Булони c 1351 года, герцог Оверни с 1380 года сын Робера VII Овернского[14].
- 1387—1404: Жан II (28 сентября 1404), герцог Оверни и граф Булони с 1387 года, сын предыдущего[14].
- 1404 — до 1423: Жанна II (1378 — до 6 февраля 1423), герцогиня Оверни и графиня Булони с 1404 года, дочь предыдущего[14].
1-й муж: с 1390 года Жан I (30 ноября 1340 — 15 июня 1416), герцог Беррийский c 1360 года[14].
2-й муж: с 16 ноября 1419 года Жорж де ла Тремуй (умер 6 мая 1446), граф де Гин c 1398 года[14].
- до 1423—1437 : Мария (умерла 7 апреля 1437), герцогиня Оверни и графиня Булони ранее 1423 года, двоюродная сестра предыдущей, дочь Жоффруа Овернского, сеньора де Монгаскона[14].
муж: с 1389 года Бертран IV (VII)[фр.] (умер в 1423), сеньор де Ла Тур с 1375 года[14][16].

### Дом деЛа Тур-д’Овернь

Герб дома де Ла Тур-д’Овернь

- 1437—1461: Бертран V (VIII) (умер 20 или 27 марта 1461), граф Оверни и Булони с 1437, сын Бертрана IV (VII) де Ла Тура и Марии Овернской[17].
- 1461—1477: Бертран VI де Ла Тур-д’Овернь (умер 26 сентября 1497), граф Оверни с 1461 года, граф Булони в 1461—1477 годах, сын предыдущего[4][17].

В 1477 году Бертран VI де Ла Тур уступил графство Булонское французскому королю Людовику XII, в обмен на территорию Лораге. Булонь вошла в состав королевского домена.